# نابليون شاغنون
نابليون ألفونسو شاغنون (بالإنجليزية: Napoleon Alphonseau Chagnon)‏ (27 أغسطس، 1938 – 21 سبتمبر، 2019) عالم إنسان أمريكي، وأستاذ في علم الإنسان في جامعة ميسوري في مدينة كولومبيا الأمريكية، وعضو في الأكاديمية الوطنية للعلوم. عُرف شاغنون بعمله الميداني طويل الأمد في مجال علم الإنسان داخل قبيلة يانومامي، وهي مجتمع الأمازونيين القبليين الأصليين، واستخدم في عمله نهجًا تطوريا لفهم السلوك الاجتماعي من حيث العلاقة الوراثية. تركّز عمله على تحليل العنف بين الشعوب القبلية، وباستخدام التحاليل الأحيائية الاجتماعية، قدّم البرهان الذي يقول إنّ العنف في قبيلة يانومامي تغذّى من خلال عملية تطورية يتمتع فيها المحاربون الناجحون بنسلٍ أكثر. أصبح كتابه في وصف الأعراق البشرية يانومامي: الشعب الضاري الأكثر مبيعًا، وكثيرًا ما يُخصصّ كمقدمة في دورات علم الإنسان.
وصفه معجبون بالرائد في علم الإنسان العلمي. دُعي شاغنون «عالم الإنسان الأكثر إثارة للجدل» في الولايات المتحدة في لمحة عن حياته في مجلة نيويورك تايمز، وكان هذا قبل نشر كتاب شاغنون الأحدث الهمج النبلاء: حياتي بين قبيلتين خطرتين- يانومامي وعلماء الإنسان، ويُعد الكتاب بمثابة مُذكّرات علمية.

## النشأة والتعليم
وُلد شاغنون في بورت أوستين في ميشيغان، وكان ترتبيه الثاني بين اثنا عشر طفلًا. بعد أن التحق بكلية ميشيغان للتعدين والتقنية في عام 1957، انتقل إلى جامعة ميشيغان بعد عامه الأول، وحصل على درجة البكالوريوس في عام 1961، وعلى درجة الماجستير في عام 1963، وعلى درجة الدكتوراه في عام 1966 بإشراف ليزلي وايت. بحث شاغنون في أُطروحته العلاقة بين القرابة والتنظيم الاجتماعي في قُرى يانومامي، وذلك بناءً على سبعة عشر شهرًا قضاها في العمل الميداني ابتداءً من عام 1964.

## المسيرة المهنية
اشتهر شاغنون بعمله الميداني طويل الأمد في علم الإنسان داخل قبيلة يانومامي، التي يشكّل سكانها الأمازونيين الأصليين الذين يعيشون في المنطقة الحدودية بين فنزويلا والبرازيل. تركّز عمله بشكل أساسي في المنابع العليا لكل من نهري سيابا ومافاكا في فنزويلا. قام بالعمل الميداني منذ منتصف ستينيات القرن العشرين وحتى النصف الأخير من تسعينيات القرن العشرين. وفقًا لشاغنون، فقد اكتشف عند وصوله أنّ النّظريات التي كان قد درسها خلال تدريبه احتوت على النواقص، لأنه وعلى عكس المُتنبّأ، فقد كانت الغارات والمعارك، التي غالبًا ما تكون من أجل النساء، مُتوطِّنة. أُطلق سكان يانومامي على شاغنون، بسبب طرحه المستمر للأسئلة، لقب «النحلة المزعجة». كان تركيزه الرئيسي في بحثه على مجموعة الأنساب لسكان القرى التي زارها، وقام منها بتحليل أنماط العلاقة، وأنماط الزواج، والتعاون، وتواريخ أنماط الاستيطان. اعتبر شاغنون درجة القرابة مهمة لتشكيل التحالفات في التفاعلات الاجتماعية، بالإضافة إلى النزاع.
يُنظر إلى أساليب شاغنون في التحليل بشكل واسع على أنها متأثرة بعلم الأحياء الاجتماعي. أنتج مجتمع يانومامي الضراوة كما وصفه شاغنون، لأنّ هذا السلوك عزز نجاح الذكور التناسلي. أظهرت علوم الأنساب أنّ الرجال الذين قُتلوا لديهم عدد زوجات وأطفال أكثر من الرجال الذين لم يُقتلوا. على مستوى القرى، توسّع السكان المحبين للحرب على حساب جيرانهم. ربط شاغنون بين النجاح التناسلي والعنف، وهذا ما أثار الشك من المنظور الاجتماعي الثقافي بأنّ الثقافات مبنية على أساس التجربة الإنسانية. وُصف الجدل الدائم حول عمل شاغنون أنه صورة مصغرة عن النزاع بين علم الإنسان الاجتماعي الثقافي وعلم الإنسان البيولوجي.
نُشر كتاب شاغنون في وصف الأعراق البشرية يانومامي: الشعب الضاري في عام 1968، وأُصدر منه عدة طبعات، وبيع منه نحو مليون نسخة. من الشائع استخدامه كنص تمهيدي لصفوف علم الإنسان في الجامعة، وهذا ما يجعله واحدًا من أفضل نصوص علم الإنسان من حيث المبيع في كل العصور.

## وصلات خارجية
- نابليون شاغنون على موقع IMDb (الإنجليزية)